# Habenaria saprophytica
Habenaria saprophytica là một loài thực vật có hoa trong họ Lan. Loài này được Bosser & P.J.Cribb mô tả khoa học đầu tiên năm 1996.